# Logpom
Logpom est un quartier de la commune d'arrondissement de Douala V situé dans la région du Littoral au Cameroun.

## Historique
La segmentation historique de la ville de Douala se perçoit dans la dénomination des quartiers. Chez les basa'a, le préfixe log renvoie au village, à la tribu, au clan, ou à la famille. Le log correspond pour la population bakoko aux quartiers. Logpom traduit le territoire ou le village de Pom.

## Institutions
- Commissariat du 18e arrondissement[2]

## Éducation
- Lycée bilingue de Logpom[3]
- Collège Étoile
- Collège Charles-de-Gaulle

## Lieux de culte
- EEC de Logpom[4]

## Lieu populaire
- Restaurant LePop[1]

## Santé
- Hôpital catholique Notre-Dame de l'Amour[5]